# Veïnat de Can Bosc
Veïnat de Can Bosc – miejscowość w Hiszpanii, w Katalonii, w prowincji Girona, w comarce Gironès, w gminie Campllong.
Według danych INE z 2004 roku miejscowość zamieszkiwało 17 osób.